# Alija Iksanova
Alija Iksanova, née le 19 juin 1984 est une fondeuse russe active depuis 2001. 
Aux Championnats du monde 2013, elle obtient la médaille de bronze au sein du relais russe en compagnie de Julia Ivanova, Mariya Guschina et Yulia Tchekaleva.

## Palmarès

### Championnats du monde
| Épreuve / Édition    | Oslo 2011 | Val di Fiemme 2013               |
| 10 km classique      | 19e       | Épreuve inexistante à cette date |
| skiathlon 2 × 7,5 km |           | 26e                              |
| relais 4 × 5 km      | 6e        | Bronze                           |

### Coupe du monde
- Meilleur classement général : 33e en 2013.
- Meilleur résultat individuel : 6e au 10 km classique de Rogla en 2011.